# Nisí Mathráki
Nisí Mathráki är en ö i Grekland.   Den ligger i prefekturen Nomós Kerkýras och regionen Joniska öarna, i den västra delen av landet, 400 km nordväst om huvudstaden Aten. Arean är 3,5 kvadratkilometer.
Terrängen på Nisí Mathráki är platt. Den sträcker sig 3,1 kilometer i nord-sydlig riktning, och 2,5 kilometer i öst-västlig riktning.
Följande samhällen finns på Nisí Mathráki:
- Mathráki